# Randi Kolstad

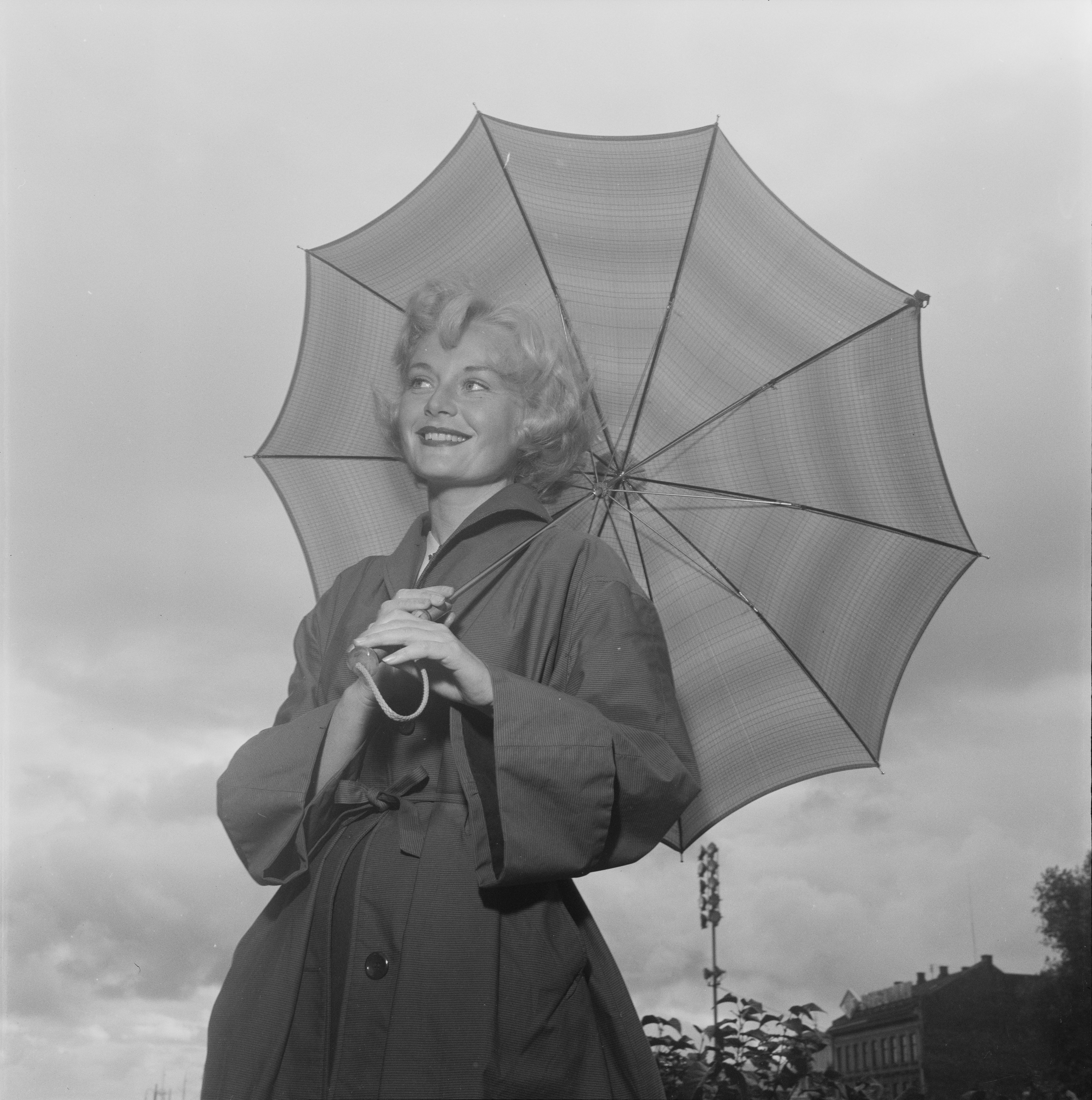
Randi Kolstad, 1954

Randi Kolstad, geboren als Randi Ballestad, auch Randi Borch (* 23. Mai 1925 in Skien, Norwegen; † 6. Oktober 1999 in Oslo) war eine norwegische Schauspielerin.

## Leben
Randi Kolstad war die Tochter des Lehrers und Dozenten Thor Ballestad (1891–1970) aus Skien. Als Schauspielerin debütierte Kolstad 1951 in dem Film Kranes konditori. 1954 schrieb sie für den norwegischen Spielfilm Portrettet das Drehbuch. 1959 trat sie gemeinsam mit dem schwedischen Journalisten Lennart Hyland in der schwedisch-norwegischen Radiosendung Over alle grenser („Über alle Grenzen“) in der Mischsprache Svorsk auf. Kolstad wirkte im Laufe ihrer Schauspielerkarriere insgesamt in 14 verschiedenen norwegischen und schwedischen Film- und Fernsehproduktionen mit. Ihren letzten Auftritt hatte sie 1972 in der norwegischen Fernsehserie Fleksnes fataliteter.
Von 1946 bis 1955 war sie mit dem Schauspieler Lasse Kolstad verheiratet. Nach der Scheidung heiratete sie anschließend erneut und nahm den Familiennamen ihres neuen Mannes Borch an.

## Filmografie
- 1950: Barn av byen
- 1951: Kranes konditori
- 1952: Nødlanding
- 1952: Vi vil skilles
- 1953: Brudebuketten
- 1954: Portrettet (hier nur als Drehbuchautorin)
- 1955: Ute blåser sommarvind
- 1956: På solsiden
- 1957: Sjutton år
- 1958: Lån meg din kone
- 1962: Sønner av Norge kjøper bil
- 1964: Klokker i måneskinn
- 1966: Hurra for Andersens!
- 1968: Snow Treasure
- 1969: Himmel og helvete
- 1971: Gråt, elskede mann
- 1972: Fleksnes fataliteter